# ファイブ☆エイト
有限会社ファイブ☆エイト（Five☆Eight、登記社名: 有限会社ファイブエイト）は1997年に設立された日本のモデル事務所及び芸能事務所である。

## 概要
- 1997年10月に設立。日本のモデル・俳優・子役が所属している。
- 元々は、子供モデル専門のモデルエージェンシーとしてスタートしたが、年齢の上がった所属者が芸能活動をやりやすいようにと、新たにSwitch☆58（イベントの寸劇で扮したお笑いコンビの名前に由来）という芸能部門のセクションを立ち上げ、現在はグループ会社としての形態をとっている。

## 社名の由来
ファイブ（Five）は「Fresh」「Interactive」「Vitality」「Entertainer」
の頭文字を取ったもので、エイト（8）は無限大を表す記号「∞」を立てたもの。

## 主な所属タレント
- 谷端奏人

## 過去の所属者
- 落合扶樹
- 海宝直人
- 中田あすみ - オスカープロモーションへ移籍
- 多賀名将也
- 藤原ひとみ
- 坂田慎一郎 - 引退
- 村上悦也 - 引退
- 平田実音 - 引退後、死去
- 渋谷桃子 - 引退
- 伊倉愛美 - スターダストプロモーション→太田プロダクションへ移籍
- 竹中夏海
- 鉢嶺杏奈
- 山内秀一
- 花澤香菜
- 中村有沙 - 舞台女優へ目指す為、トヨタオフィスへ移籍
- 長野瀬里菜（現：長野せりな）元アイドリング!!!13号
- 大森美希（現：池田夏希）
- 福地亜紗美
- 大津綾香 - 引退
- 佐藤穂奈美 - ゲスの極み乙女。のドラマーほな・いこかとして活動
- 新穂えりか-夏木プロダクションに経て引退
- 飯原成美
- 上野一舞
- 大村らら
- 奥ノ矢佳奈
- 武田梓
- 土屋希乃
- 味野和明日架
- 飯島康太郎
- 植田大輝
- 菅光輝
- 菅大輝
- 菅龍生
- 砂川政人
- 千葉皓敬
- 土屋匠
- 古田大虎
- 森下翔梧
- 高橋賢人
- 尾崎光洋 - Swich☆58
- 加藤真央 - Swich☆58
- 村野友希 - Swich☆58
- 佐々木和徳 - Swich☆58
- 児玉真菜 - Swich☆58
- 平澤優花 - Swich☆58
- 小池美穂 - Swich☆58